# ニューヨーク市地下鉄7系統延伸事業
ニューヨーク市地下鉄7系統延伸事業（ニューヨークしちかてつ7けいとうえんしんじぎょう、英: 7 Subway Extension）はニューヨーク市地下鉄 IRTフラッシング線の延伸事業である。 延伸部は当時の終端駅である7番街41丁目のタイムズ・スクエア-42丁目駅から南西方向の11番街34丁目に新設する34丁目-ハドソン・ヤード駅に至るまでの1.6キロメートル（1マイル）の区間である。10番街41丁目に設置予定だった10番街駅は2007年10月に計画から外された。延伸部は全区間ニューヨークのマンハッタン区内にあり、7系統各駅停車と急行が運転される。延伸計画はハドソン・ヤード再開発プロジェクトのキーとなっており、ビジネス利用者や観光・娯楽客を地域に取り込み、近隣のチェルシーやヘルズ・キッチン（ロングアイランド鉄道ウェストサイド操車場に隣接する地区）の再開発の助けになると期待されている。また、ハドソン・ヤード地区のジェイコブ・ジャヴィッツ・コンベンション・センターへのアクセスラインともなっている。
この計画はもともと2005年に提唱されたハドソン・ヤード再開発計画（2012年夏季オリンピックの招致に合わせてウェストサイド・スタジアム（ニューヨーク・ジェッツの本拠地としても活用）を建設する計画も含む）の一部だったが、スタジアムの建設計画をニューヨーク州議会が否決したことから延期になっていた。地下鉄の延伸工事は2007年に始まった。
延伸線の開業はもともと2013年12月の予定だったが、何度も延期された。2014年1月にMTAキャピタル・コンストラクションの社長であったマイケル・ホロドニチアヌ）は斜行エレベーターの設置が難航しており、開業は夏の終わりから初秋ごろまで遅れるだろうとした。2014年2月にはこの理由で2014年11月の開業とされた。しかし2014年6月にはホロドニチアヌは MTA 取締役会で斜行エレベーターとエスカレーターの問題に加えて、トンネル内の換気ファンの振動が大きいことが分かり開業はさらに遅れる見通しであると述べた。2014年12月には MTA から2015年2月に開業すると発表されたが、さまざまな問題が残っており開業はさらに遅れていった。2015年3月に MTA は2015年夏に開業すると発表し、最終的な開業日は2015年9月13日になった。

## 建設に至るまでの経緯

マンハッタン周辺の地下鉄路線図。未建設の10番街駅も描かれている。紫の実線はフラッシング線の既存区間、紫の破線が延伸区間である。青の破線は34丁目-ハドソン・ヤード駅南側の留置線である。

市内深西部の再開発を推進するため都市交通システムを延伸する案は1969年には持ち上がっており、ニューヨーク市都市計画局 (CPC) のマスタープランでは、ミッドタウンを48丁目の通りに沿って西側に拡張し、8番街から12番街にかけて立ち並ぶ「ありとあらゆる種類の時代遅れで老朽化した建物からなるブロック」を建て替えるとしていた。しかし、市西部の40丁目から50丁目界隈の再開発プランは東西方向の路線新設のための州債発行が否決されて頓挫してしまい、結果として世間の注目は30丁目界隈とIRTフラッシング線に向けられることになった。
CPC の1993年の提言を受けてマンハッタン・セントラル・ビジネス・ディストリクトへのアクセスを改善するため、MTA は7系統をニュージャージー州まで延伸する可能性について検討を始めた。2001年にはチャールズ・シューマー上院議員は企業や市民団体を集めて「ミッドタウンのオフィス街を西側に拡張するには地下鉄の延伸が必要である」と主張した。
市西端部までは徒歩だと20分もかかる。しかも、グランド・セントラル駅やマンハッタンの東側から西端部まで通じる便利な路線がなく、マンハッタン区やクイーンズ区、ウエストチェスター郡、コネチカット州からの通勤は困難である。
フラッシング線の延伸は2012年夏季オリンピックの招致の一環で提案されたものである。ニューヨーク市は2005年7月のIOC総会の前には建設資金を確保しておくことを望んでいたが、MTA の投資計画では既に2番街線やイースト・サイド・アクセスへの投資が決まっていたため、フラッシング線延伸の資金を捻出することができなかった。オリンピックスタジアムとなるウェストサイド・スタジアムはウェストサイド操車場のすぐ近くに建設される予定であったが、2005年に州議会が建設を否決したため取りやめになった。このため、ニューヨークはオリンピック開催地の選から漏れてしまった。しかし、ニューヨーク市政府はNo. 7 Subway Extension - Hudson Yards Rezoning and Development Programというレポートの中でハドソン・ヤード地区の区画整理や地下鉄の新駅設置を提言しており、ハドソン・ヤード近隣の28丁目から43丁目までの約60ブロックの区画整理と、それに続く地下鉄の延伸計画が承認された。
2006年12月12日にマイケル・ブルームバーグ市長はリベラル系圧力団体の自然保護のための有権者行動連盟に対して2006年11月から7系統を11番街34丁目に延伸する費用を賄うための市債の発行を始めたと述べた。24億ドルの延伸資金は、延伸区間の開発により期待される固定資産税の税収を整備費にあてる増加税収財源措置債（TIF債）を販売することで調達された。

## 建設の進捗
2007年10月にニューヨーク州交通局は11億4000万ドルで7系統の終着駅であるタイムズ・スクエア-42丁目駅から新設する34丁目-ハドソン・ヤード駅までの間に 2,100メートル (7,000 ft)の複線トンネルを建設する予算を獲得し、 建設工事契約を S3（J.F. Shea, Skanska USA Civil、Schiavone の共同事業体）との間で締結した。工事は MTAキャピタル・コンストラクションが監督し、34丁目-ハドソン・ヤード駅の設計はダトナー・アーキテクツ（Dattner Architects）が担当した。S3 は発破工法で新駅部分とトンネル区間の最初の 300メートル (1,000 ft) を掘削した後、トンネルボーリングマシン（TBM）2基を投入して残りの 1,800メートル (6,000 ft) の掘削を開始した。
計画段階初期には、新駅にはホームドアが設置されることになっていた。 また、駅には冷房装置が設置されることになっていた（IRTブロードウェイ-7番街線 のサウス・フェリー駅やIND2番街線の第1期区間の3駅にはプラットホームの気温を下げるため冷房装置が設置される予定であった）。延伸区間は地下深くにあるため、他の路線で一般的な換気口の代わりに換気塔が設けられた。
しかし、延伸区間の発表直後に MTA は24億ドルの予算を超過することが見込まれるため 10番街駅の設置を取りやめて5億ドルを節減すると発表した。2007年12月3日には MTA が延伸区間の起工式を行い、ジャヴィッツ・コンベンション・センターに隣接する区画から掘削を開始した。 建設にあたってIND8番街線の42丁目-ポート・オーソリティ・バスターミナル駅の下層部のプラットホームが障害になったが、使われなくなった部分を取り壊して建設が進められた。

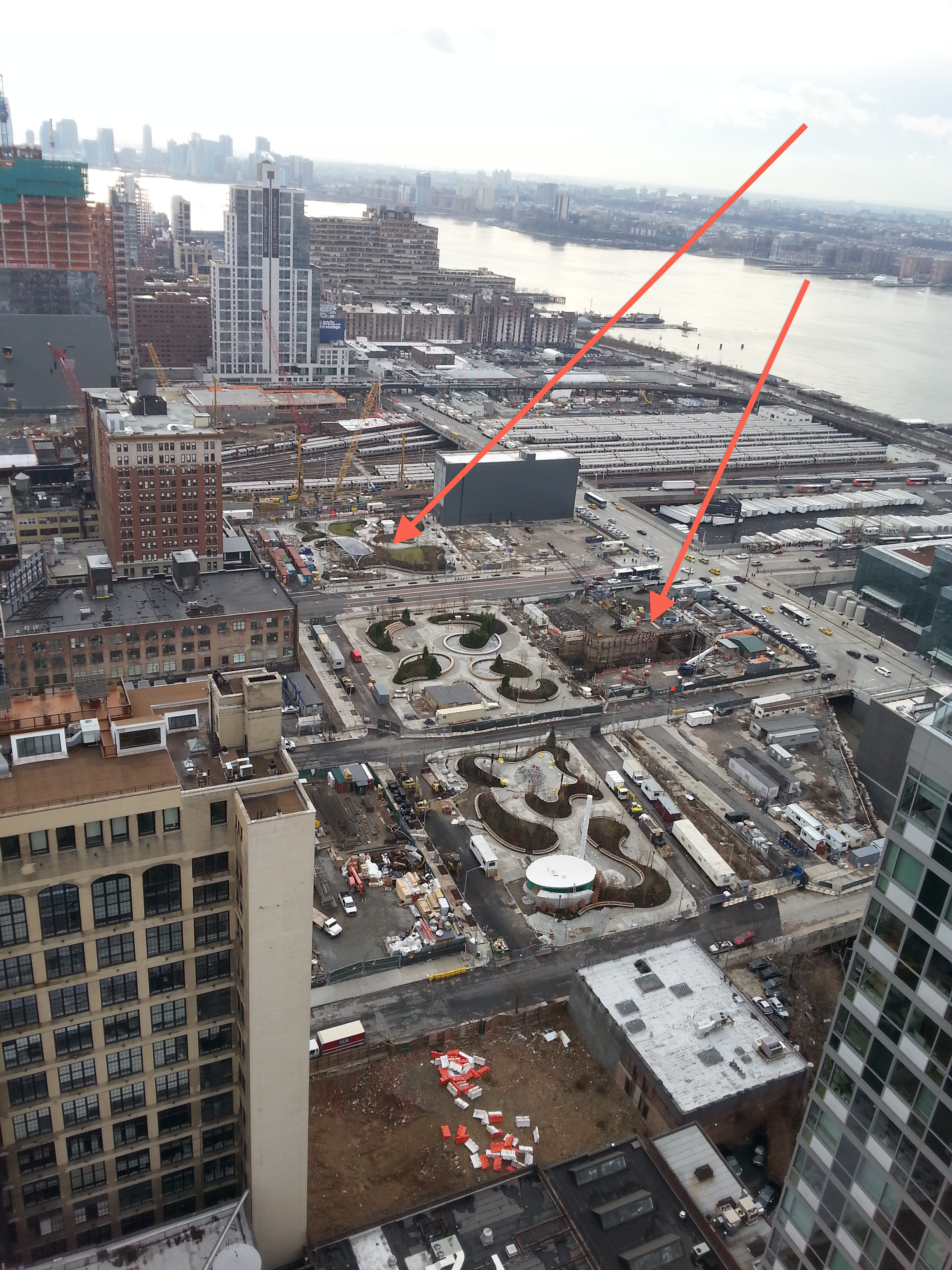
地下鉄工事現場。左矢印はメインの34丁目入口、右矢印は35丁目入口である。

2008年6月にマンハッタン11番街でトンネル掘削工事が始まった。2009年2月には2基のうち1期目のトンネルボーリングマシンを25丁目・11番街交差点の角に設けた巨大な立坑から吊り下ろした。2基のトンネルボーリングマシンは並行する2本の全長 2,200メートル (7,100 ft)のトンネルを11番街に沿って、41丁目とタイムズ・スクエアの交差点にある現在の終点に向かって掘り進んでいった。MTA は2008年11月から工事の進捗状況を紹介するため工事現場の写真を公式ウェブサイトに公開するようになった。
2009年6月にはポート・オーソリティ・バスターミナルの入口ランプの下にタイムズ・スクエア-42丁目駅への取り付け部となる全長46メートル (150 ft)のトンネル掘削が完了した。同時に、26丁目のボーリングマシン発進立坑から北方向に掘削が進められていた。27丁目から28丁目付近は地質が軟弱だったため、91メートル (300 ft)にわたって凍結工法が採用された。 2009年12月21日には、トンネルボーリングマシンが34丁目-ハドソン・ヤード駅の仮壁まで貫通したことが発表された。2基のトンネルボーリングマシンは2010年春までにトンネルを掘り抜く予定になっていた。
1基は2010年6月、もう一基は同年7月15日にトンネルを掘り抜いた。トンネルボーリングマシンは一部を解体した上で25丁目の発進基地まで戻され、吊り上げられた。2011年4月に MTA は土木工事部分（トンネルおよび34丁目-ハドソン・ヤード駅の中二階とプラットホームの建設）の進捗率は85%で、システム工事部分（機械設備・電気設備・電力設備および照明と線路）の契約を2011年7月に締結すると発表した。追加の入口も計画された。2012年5月には MTA は延伸部分の全体進捗率は65%で、線路の敷設が始まったと発表した。
2013年8月21日には MTA は延伸工事は90%完了したと発表した。2013年12月20日には、マイケル・ブルームバーグ市長が新駅への記念乗車を行い、市長としての功績を祝った。この時点で開業は2014年6月の予定であった。

### 開業の遅延
ブルームバーグ市長の記念乗車から間もなく、開業予定が2014年6月から初秋に延期され、さらに11月、2015年2月、2015年5月と次々延期されていった。これは駅に設置した2台の斜行エレベーターの問題であった。
MTA は2014年10月1日にニューヨーク・デイリーニューズ紙に対して、主契約社との間で2015年2月24日までに完工して開業可能な状態にできれば4,750万ドルのインセンティブを支払う契約を結んだと明らかにした。
しかし、わずか2か月半後には MTA は斜行エレベーターがうまく動かないため開業は2015年4月から7月頃になると発表した。また、保安アラームや火災報知システムの問題も遅れの原因だとされていた。火災報知システムや保安アラームの問題は2015年3月になっても収束せず、開業は夏までずれ込むことになった。
斜行エレベーターはトンネルの掘削コストを抑えつつ、車椅子利用者がプラットホームに行き来しやすくなるように導入されたものであった。斜行エレベーターはイタリアのアッピアーノ・ジェンティーレにあるマスペロ・エレヴァトーリ（Maspero Elevatori）が製造し、制御機器はロングアイランドで、調速機はオハイオ州で、操作ボタン等はクイーンズ区で製作されていた。制御ソフトウェアはアメリカで製作され、エレベーター本体はイタリアで組み立てられたが、アメリカへの出荷前に組み合わせ試験が行えなかった。MTA は、マスペロ社が MTA の要求仕様が届いて内容を確認した後になってイタリア国内の協力メーカーに代わってアメリカの請負業者を使うことにしたためだとし、高度にカスタマイズしたことにより生じた問題を解決するためにマスペロ社と協働しているとした。
2015年6月1日には MTA は延伸工事が「99%完了した」と発表した。この日、夏の開業に向けて7本の試運転列車が34丁目-ハドソン・ヤード駅まで運転された。ところが、6月15日には「第3四半期の終わり」まで延期となった。2015年7月20日には MTA が2015年9月13日の開業を計画しているとレポートされた。その後、開業日は2015年8月28日であることが確認された。結局、9月13日の午後1時頃に開業式のテープカットが行われた。

### 画像

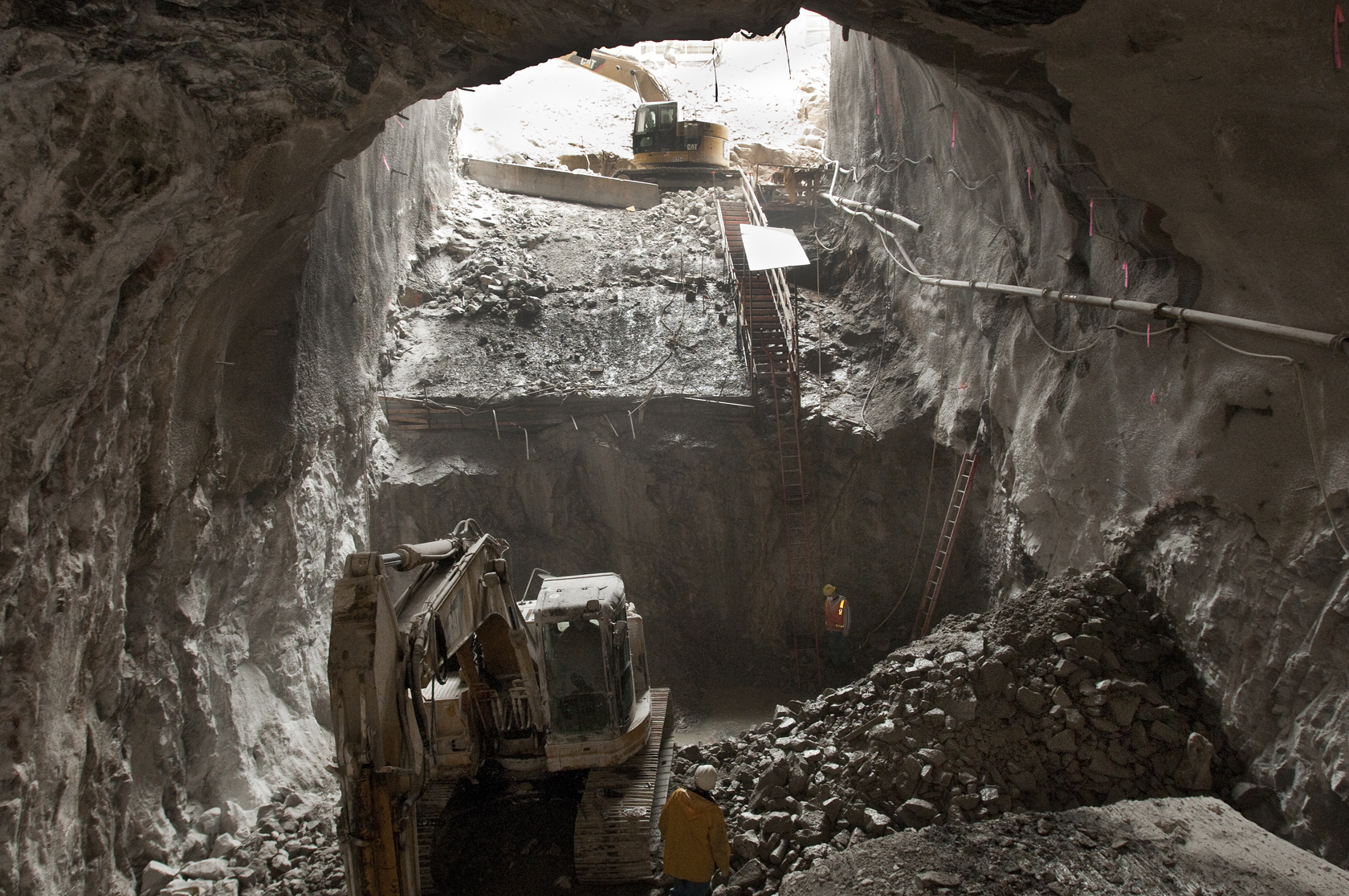
駅舎部分の掘削工事の様子
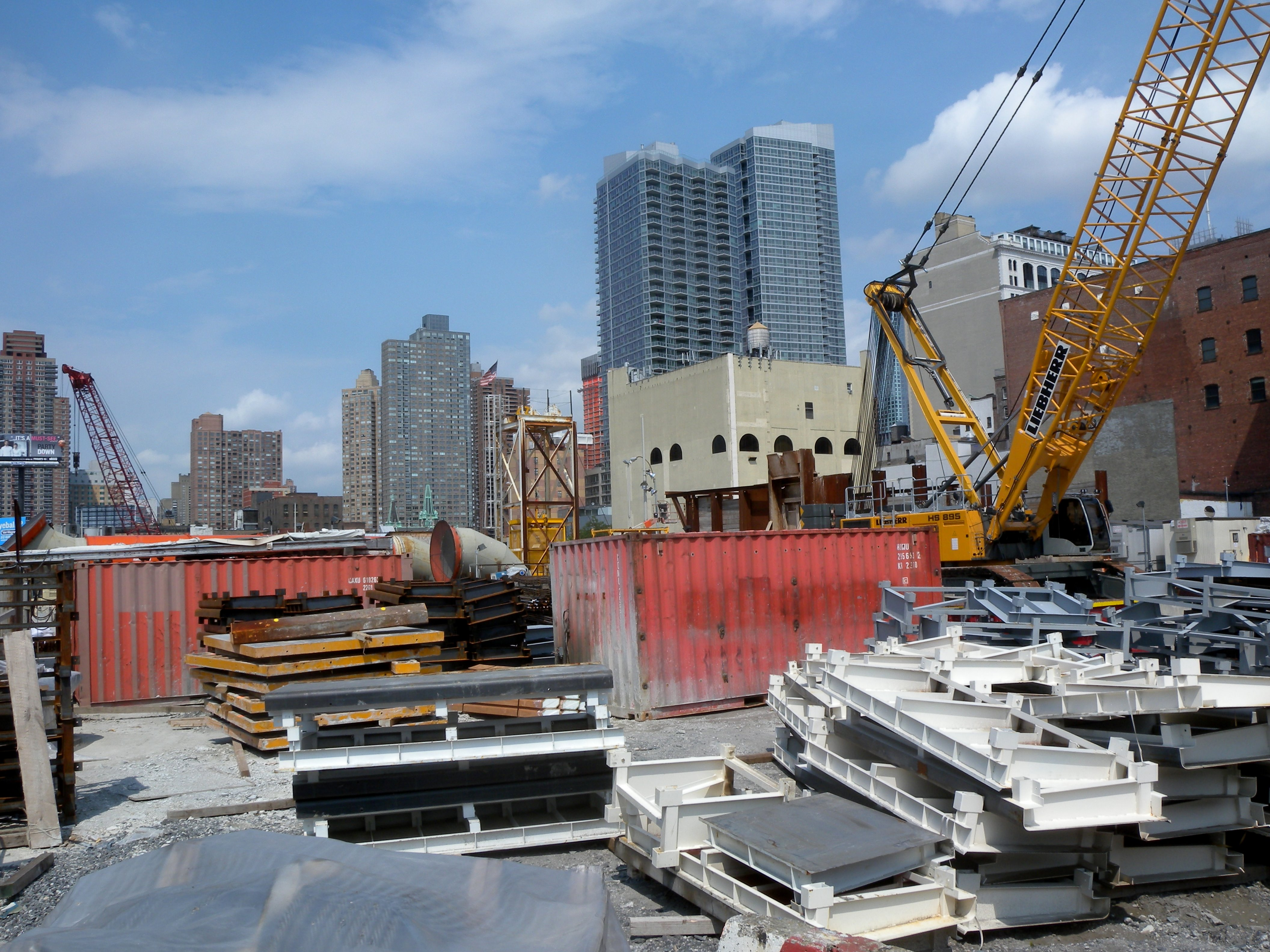
P工区（11番街33丁目）の様子。2010年5月
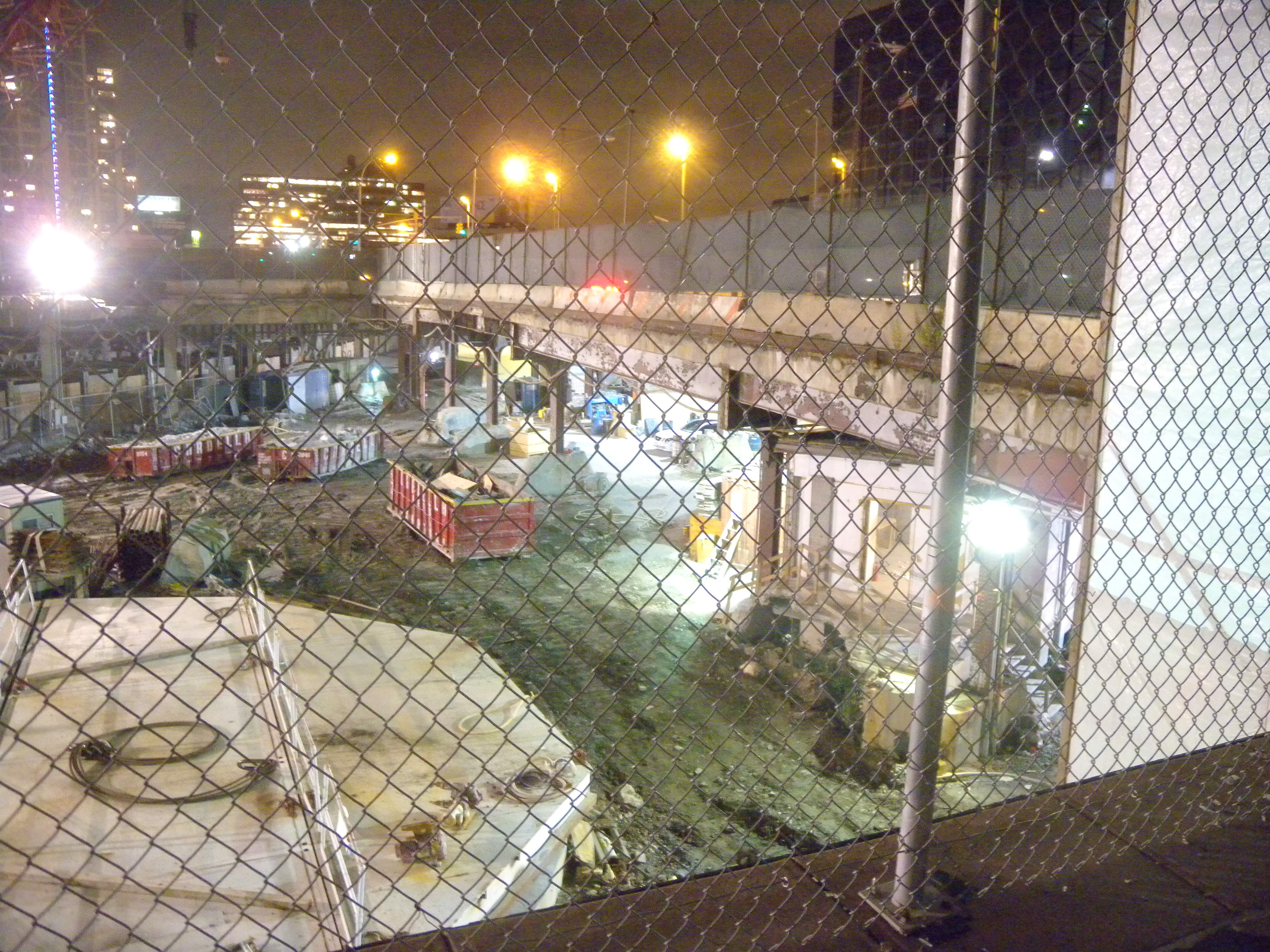
夜間工事の様子
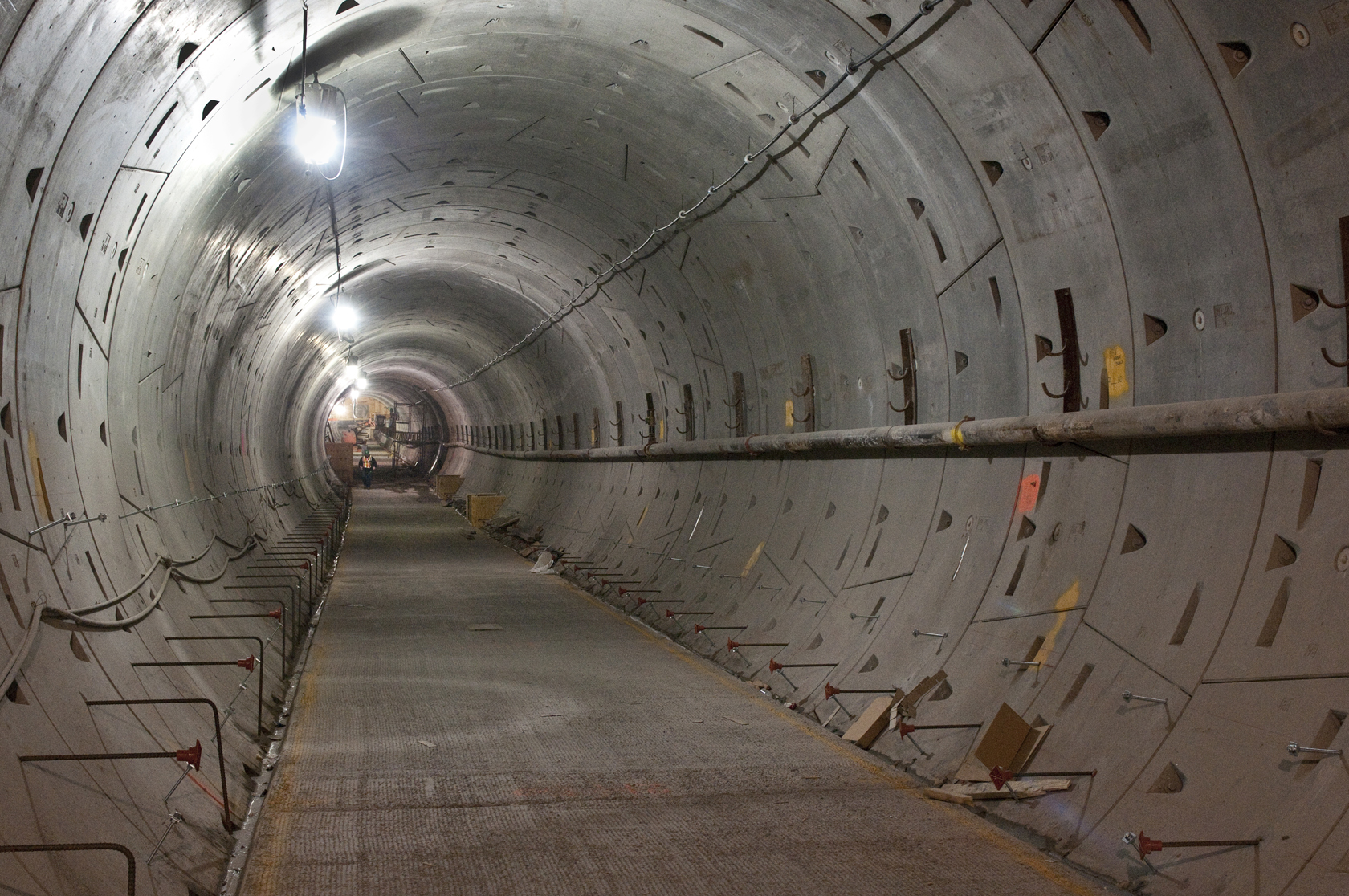
建設中のトンネル。2012年1月26日現在
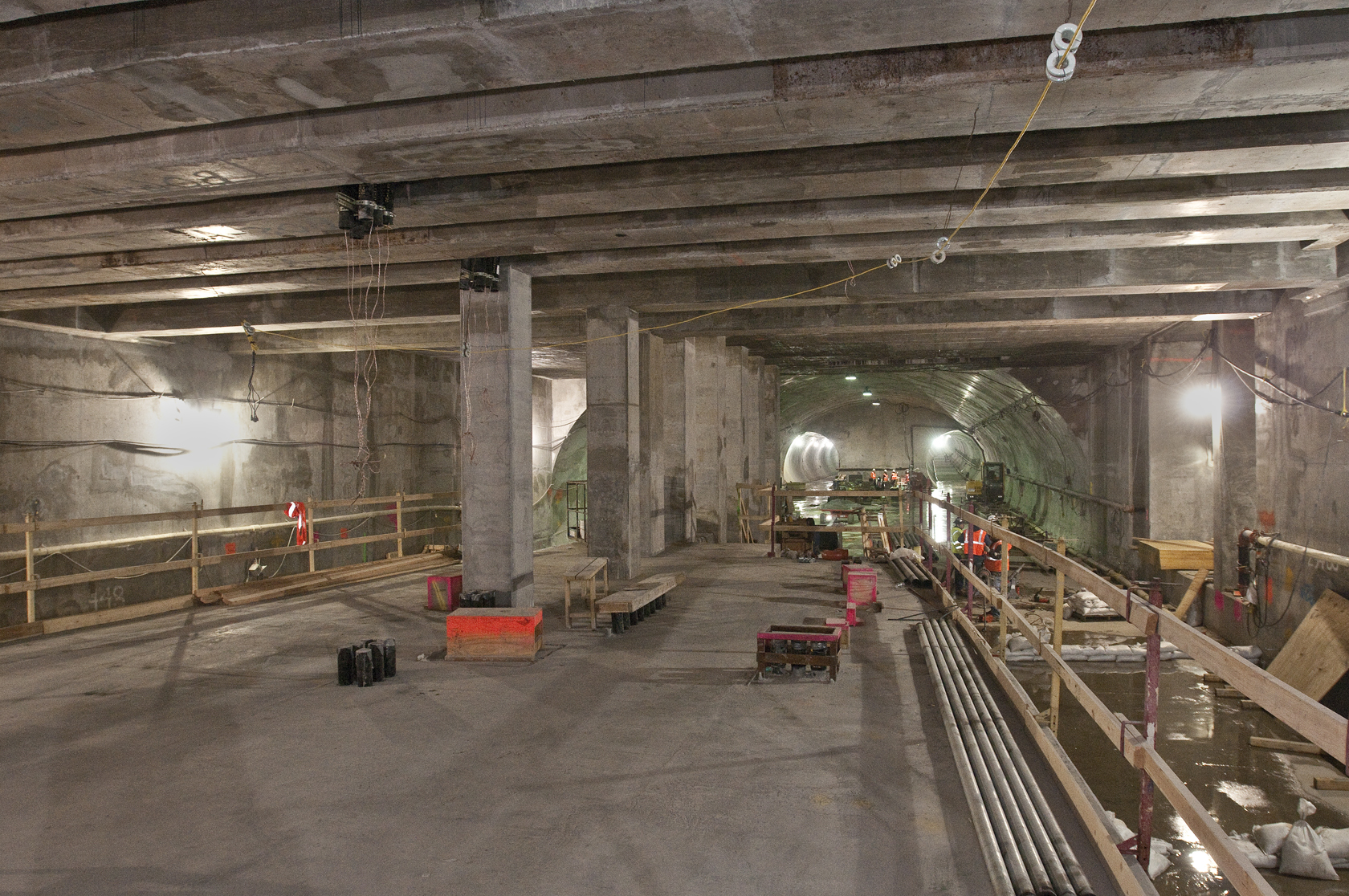
建設中の路盤と中二階
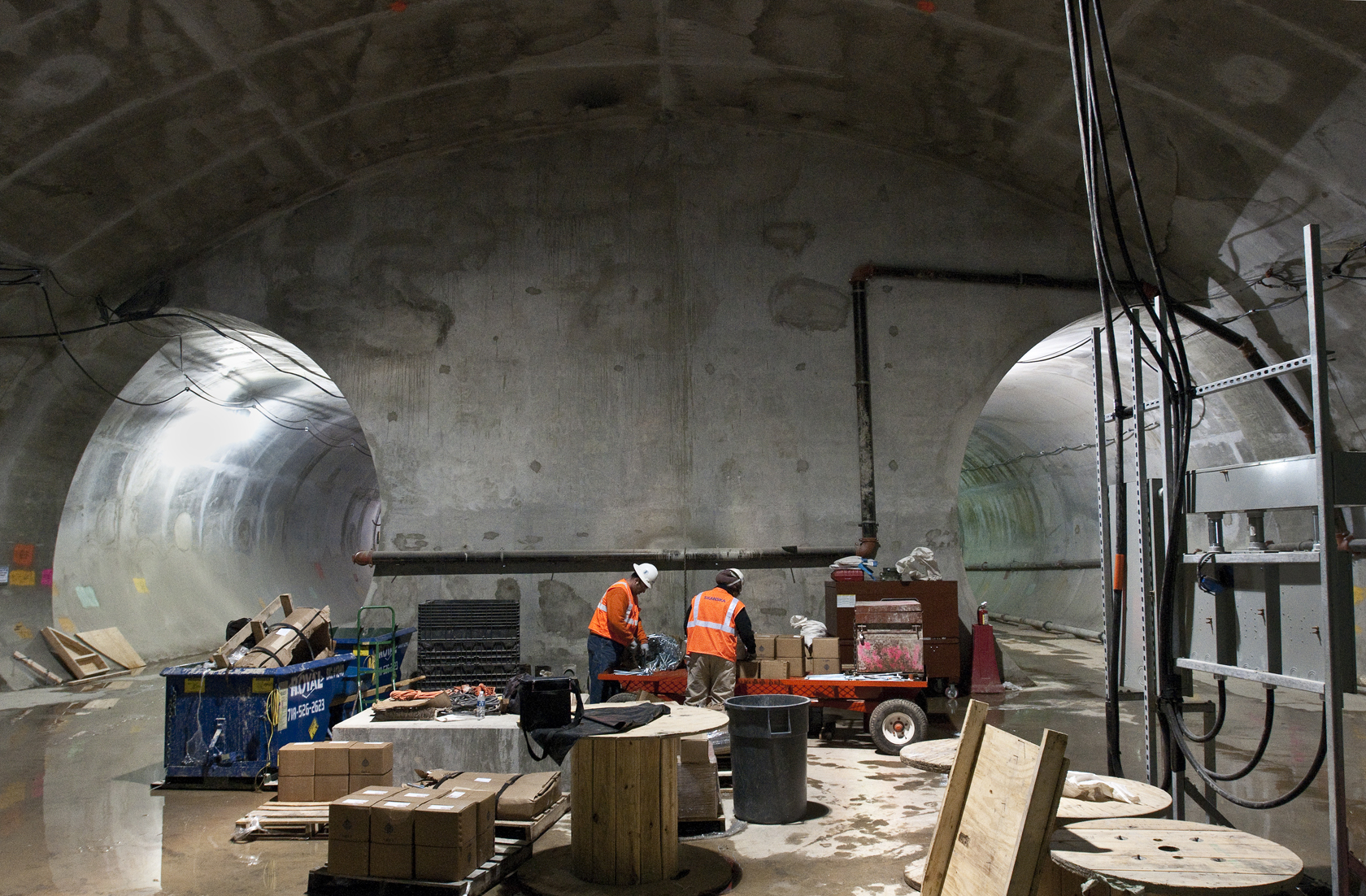
駅部分のトンネル取付部
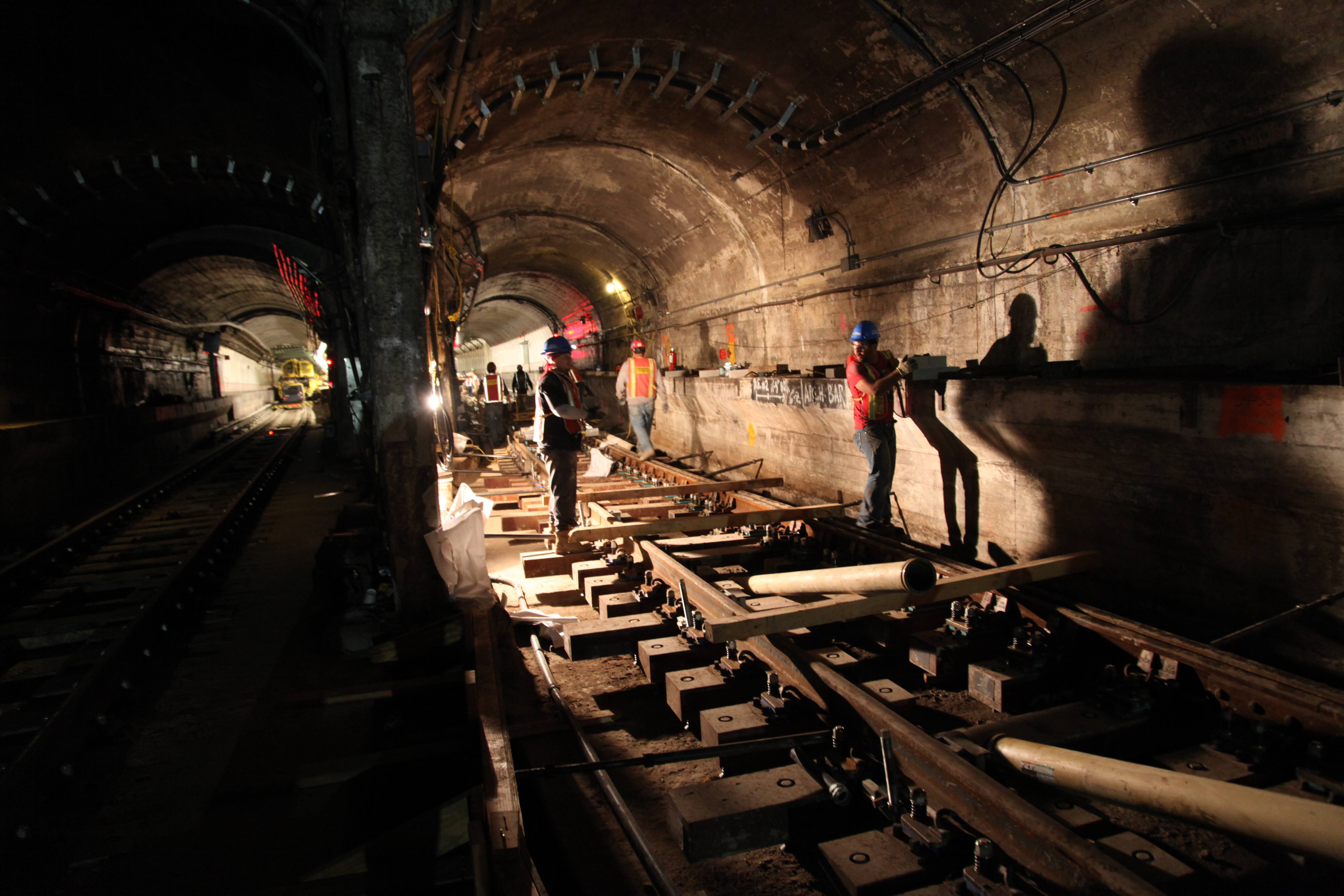
タイムズ・スクエア-42丁目駅で延伸部と線路を接続している様子。2012年3月
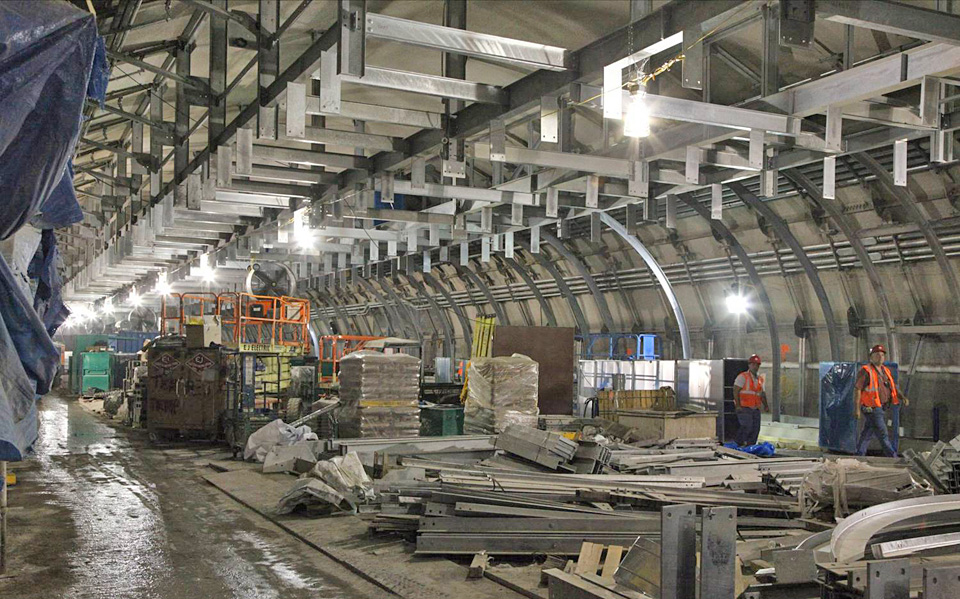
トンネル工事の進捗状況。2012年9月
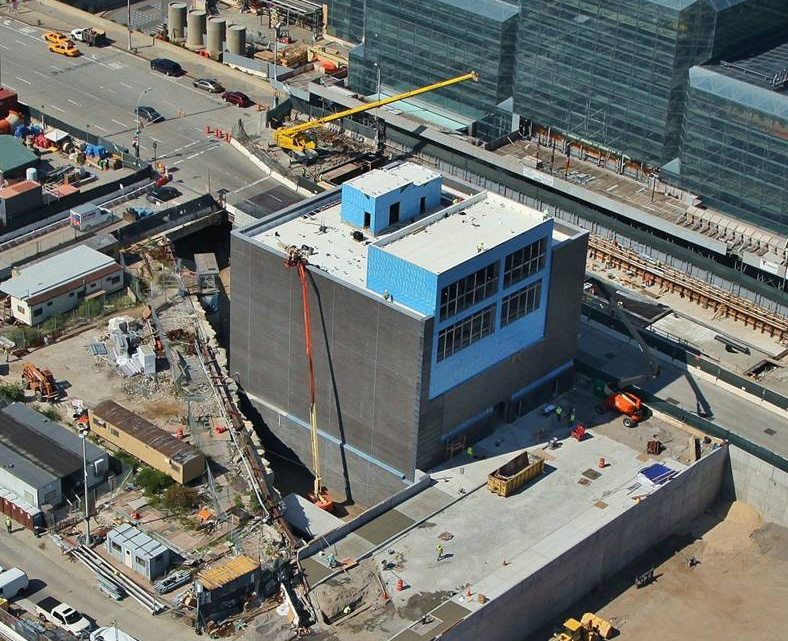
11番街36丁目（K工区近く）の換気施設
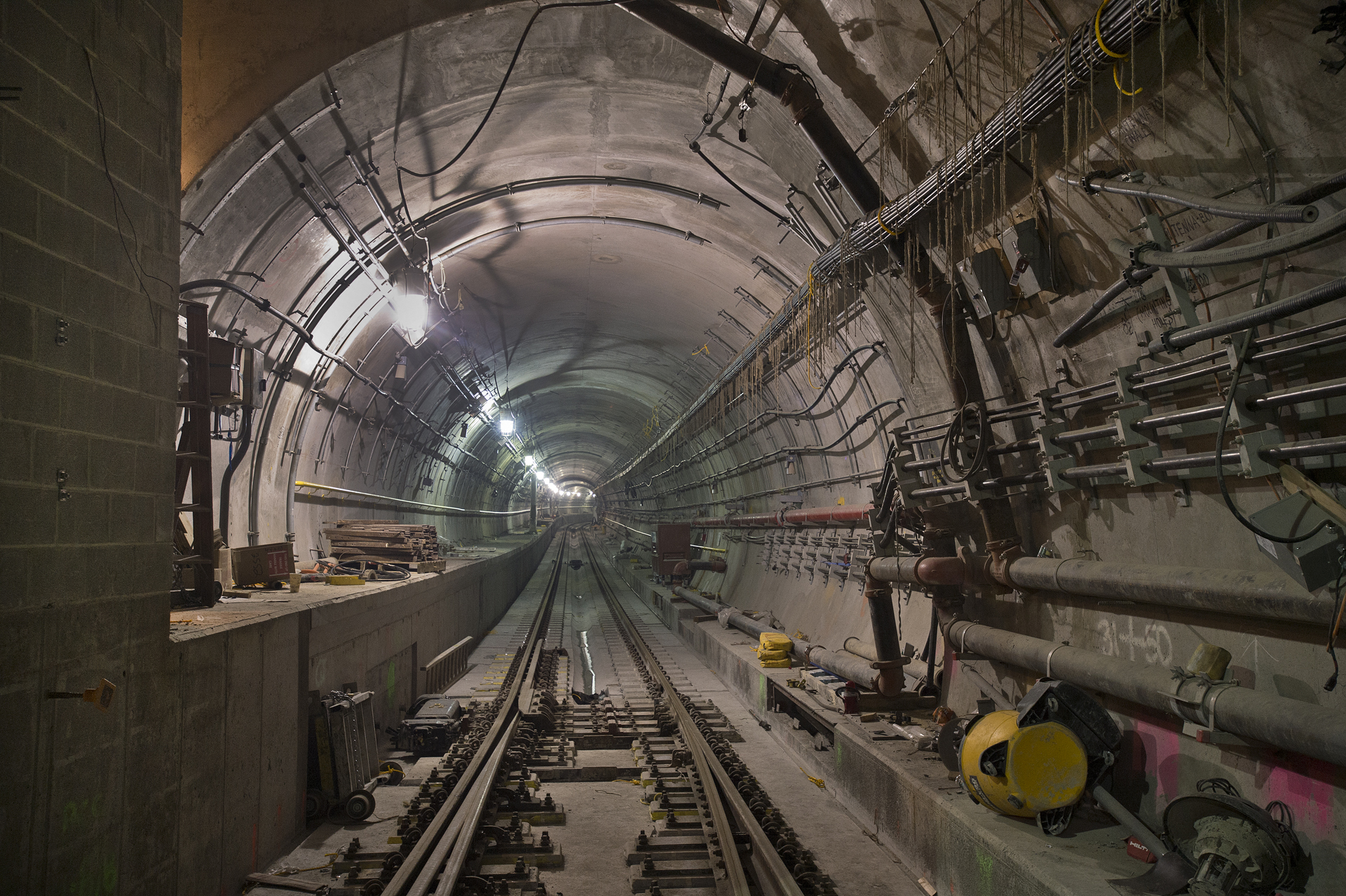
建設中の延伸部トンネル
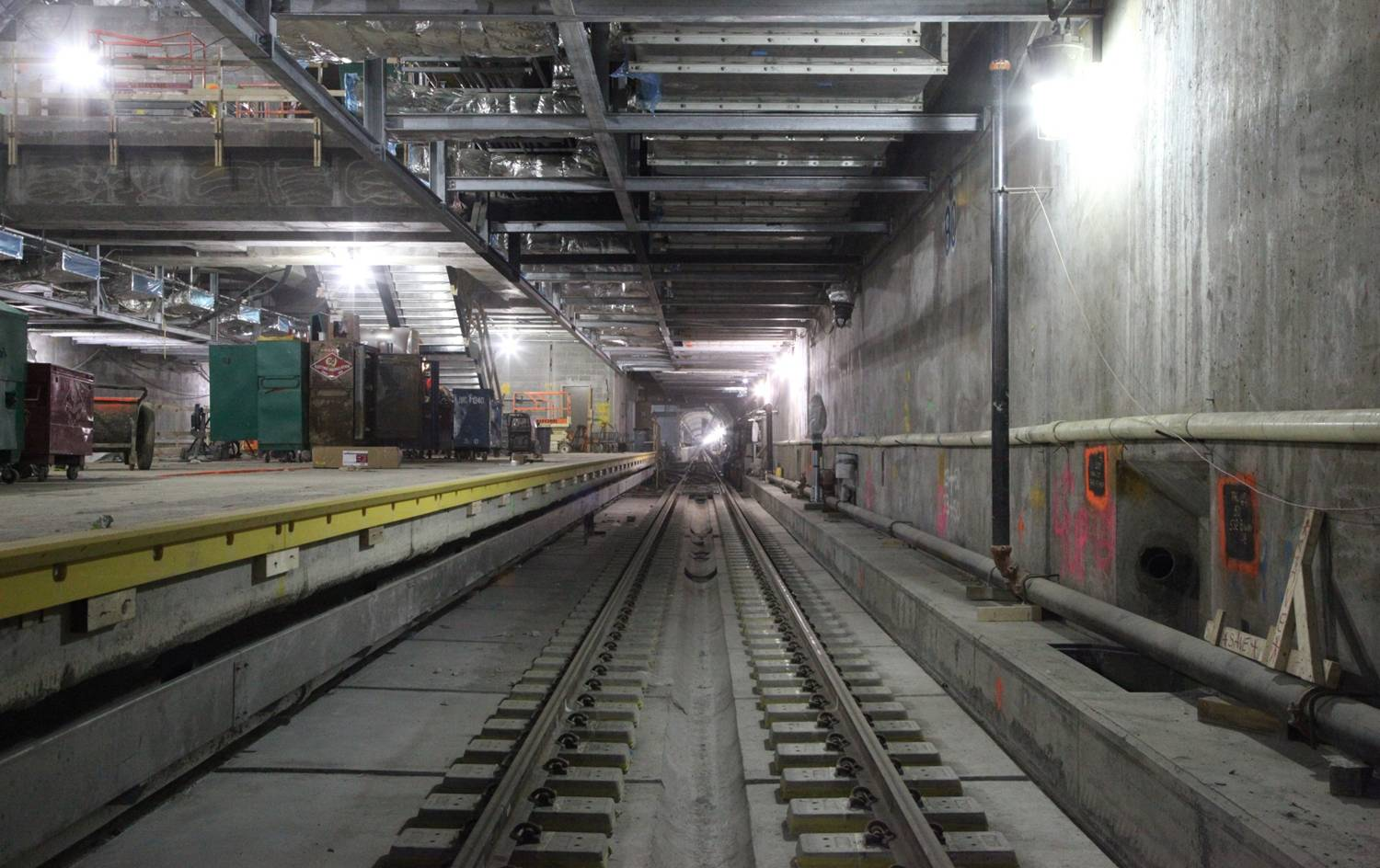
駅から見た線路。2013年4月
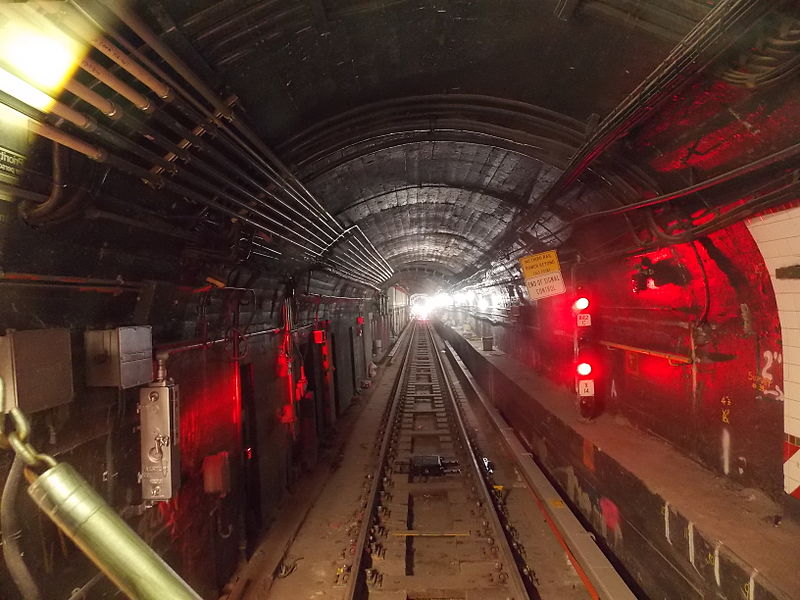
タイムズ・スクエア-42丁目駅から望む延伸部。仮壁は撤去されている。2013年11月25日
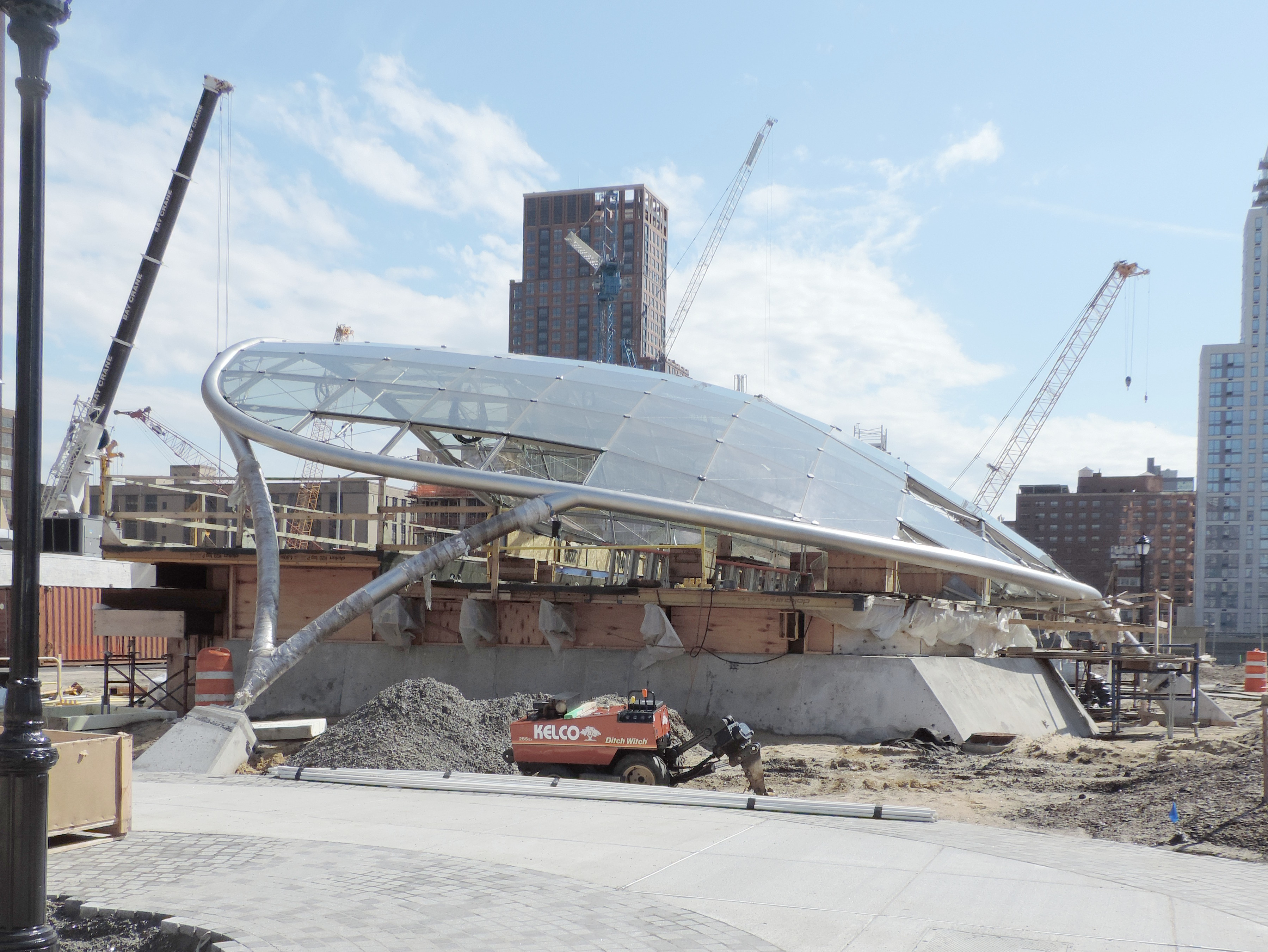
建設中の駅舎エントランス。2014年5月
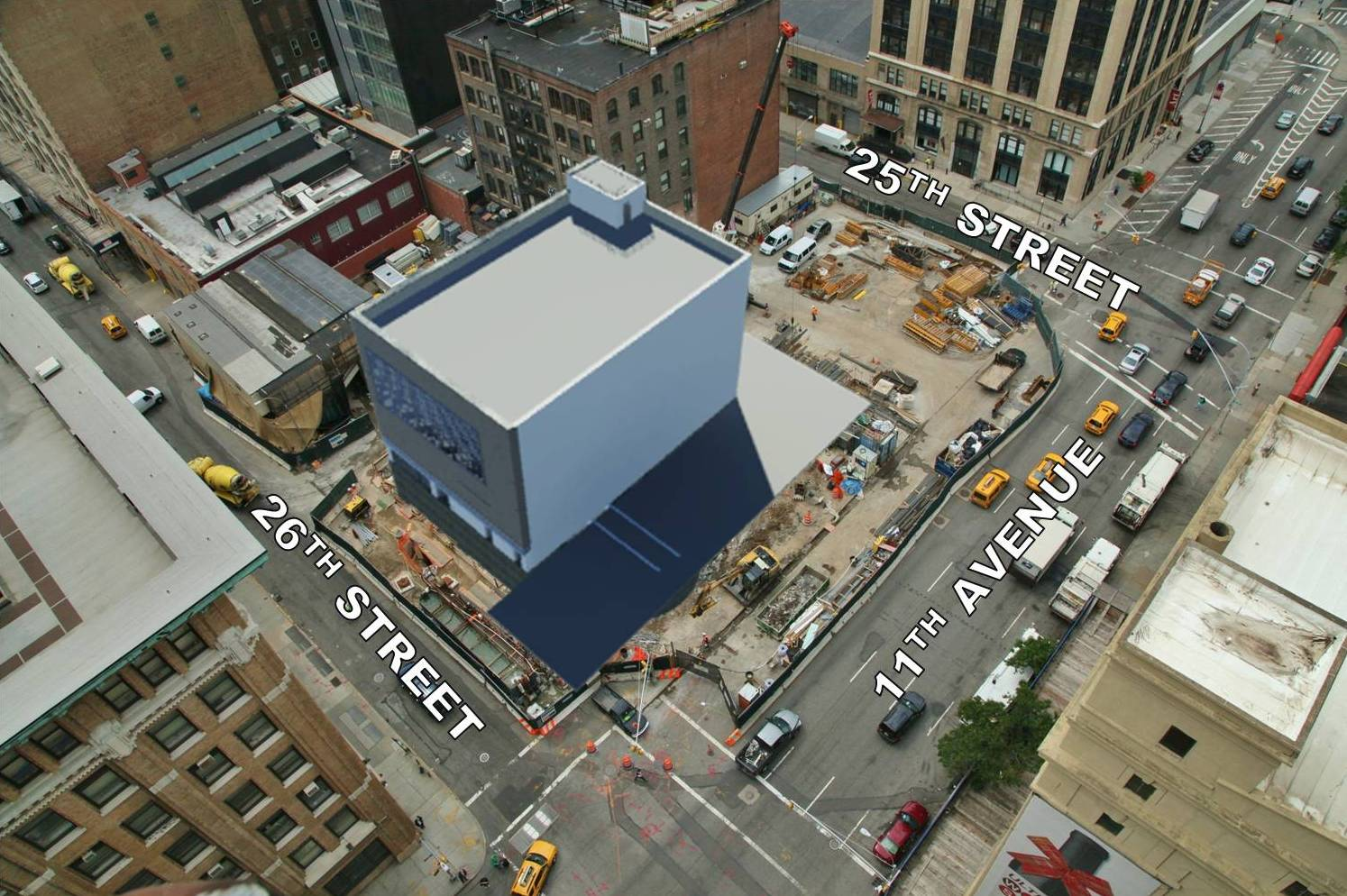
完工したA工区（25丁目-26丁目）。2014年6月

## 建設された施設

### 34丁目-ハドソン・ヤード駅

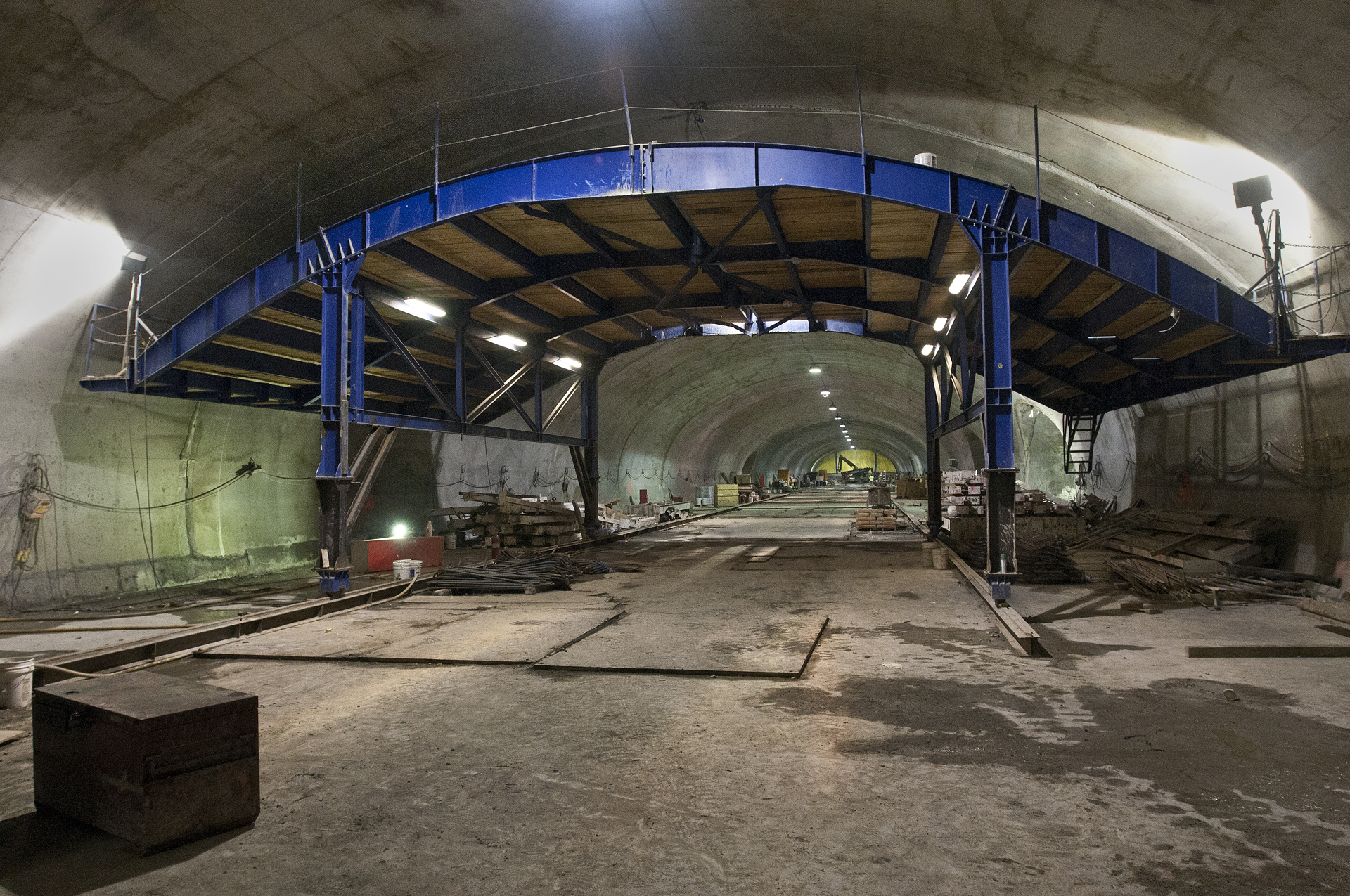
34丁目-ハドソン・ヤード駅の中二階の建設状況（2011年6月）

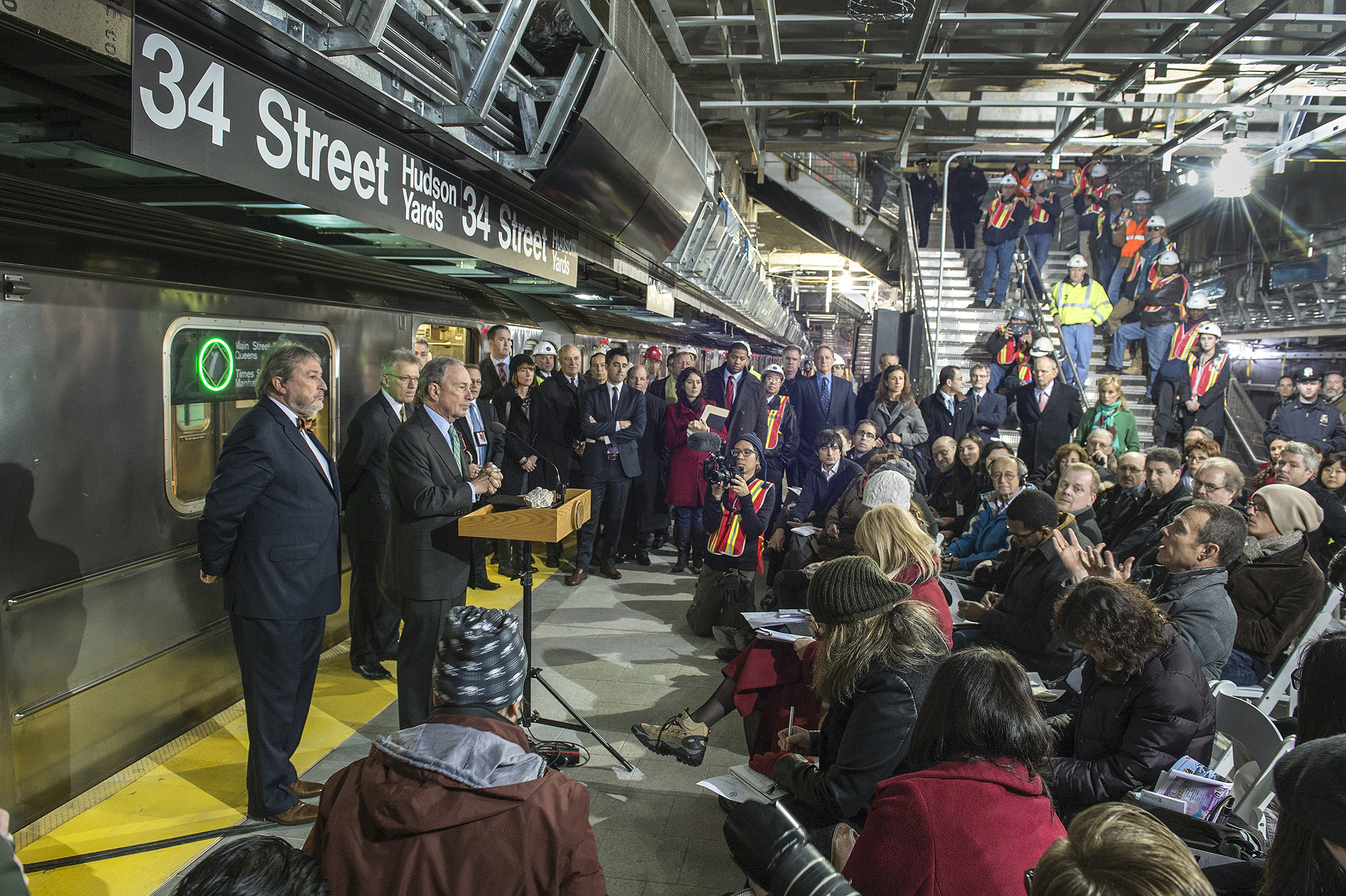
2013年12月21日の34丁目-ハドソン・ヤード駅

34丁目-ハドソン・ヤード駅は11番街と34丁目の交差点に設置された。延伸区間に設置されたのはこの駅のみで、2015年9月13日に開業した。MTA は新駅によってヘルズ・キッチンやチェルシーといった近隣地区に住宅や飲食店、娯楽施設が新しく建つようになるだろうとした。また、新駅のそばにはジェイコブ・ジャヴィッツ・コンベンション・センターもある。
駅には一対の斜行エレベーターなどでアクセスできる。プロジェクトはこの特注の斜行エレベーターの設置に関わる不具合で度重なる遅延に見舞われ、2012年6月には2014年6月の開業予定とされ、ついには2015年末にまでなった。2014年12月15日には開業予定は2015年中ごろになり。2014年4月には1基目の斜行エレベーター（全長52メートル）が設置された。高さは24メートルで、こういった用途では初めてのものであった。

### 地上設備
延伸区間には5つの地上設備が設けられている。
- A工区：11番街25丁目から26丁目にかけて換気施設がある[61]
- J工区, 11番街33丁目から34丁目にかけて換気施設があり、駅のメインエントランスとエレベーターホールが設けられている[61]
- K工区：11番街35丁目から37丁目にかけて換気施設がある[61]
- L工区：41丁目 - ダイアー・アベニューに換気施設がある[61]
- P工区：11番街34丁目から35丁目の間に駅入口が設けられている[61]

## 計画中の案件

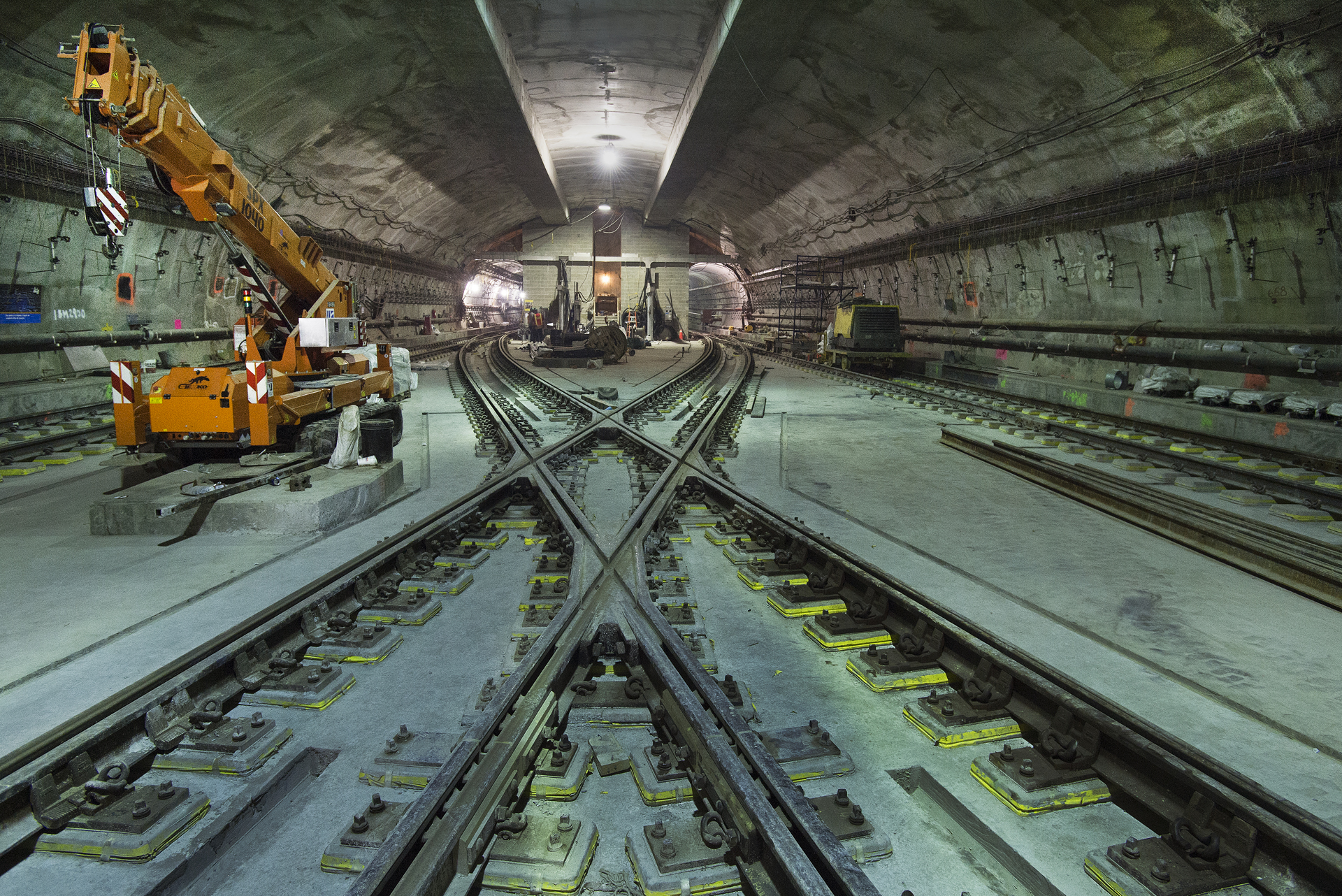
34丁目駅北側のダイヤモンド・クロッシング

### 10番街駅
当初の計画では10番街41丁目にも新駅が設けられる予定であったが、コスト超過のため2007年10月に取り止めとなり、延伸区間には終点の34丁目-ハドソン・ヤード駅のみ設けられることになった。MTA は建設資金の手当てがつけば建設するとしており、2007年の建設契約では基本部分には含まれていなかったが、4億5000万ドルのオプション部分には残していた。2007年12月終わり頃の報告書では、ニューヨーク市政府と MTA が駅舎部分の建設費で合意できれば部分的に建設されるかもしれないとされていた。 2009年2月には、MTA が2009年アメリカ復興・再投資法に基づく総合経済対策から十分な資金援助が得られれば建設できると発表した。2010年6月にはニューヨーク市が2本のプラットホームと2つの出入口を備え、プラットホーム間の地下連絡通路は設けない駅舎を後日建設する場合の実現可能性を検討するための予算調達を模索していたと発表した。

### ニュージャージー州への延伸計画
1993年に MTA がハドソン川を越えて7系統を延伸する検討を始めてから17年後の2010年には、ニューヨーク・タイムズがマイケル・ブルームバーグ市長がマンハッタン島対岸のニュージャージー州 ホーボーケン駅や、ニュージャージー・トランジットのハブ駅であるセカーカス・ジャンクション駅への延伸が検討されていたと報道した。これにより、ニュージャージー州に住む利用者にとってマンハッタン・イーストサイドにあるグランド・セントラル駅に直行できるルートができ、さらにニューヨーク市地下鉄の他の路線への乗り換えも容易になると考えられた。
もし開業すれば、州境（ニューヨーク州 - ニュージャージ州）を超える初めてのニューヨーク市地下鉄路線になる。このプランはクリス・クリスティ ニュージャージー州知事が2010年10月に中止したARC（Access to the Region's Core）トンネルの代わりとなるものだった。
2011年2月2日に、ニューヨーク市経済開発公社は地下鉄延伸用トンネルのフィジビリティスタディに上限25万ドルの予算を付けた。フィジビリティスタディは技術コンサル会社のパーソンズ・ブリンカーホフが担当した。報告書は2013年4月に発表され、ARCトンネルの予定経路にトンネルを建設すること、セカーカス・ジャンクション駅までのマルチモーダル輸送を確保すること、10番街駅を建設することなどが提案されており、北東回廊の拡張も考慮されていた。
この計画は、11番街に新駅を設置して西進するルートを採ることで、費用の嵩むヘラルド・スクエア東側へのトンネル掘削工事や大深度地下への複合駅設置を避けることができ、ARCトンネルよりも安上がりであった。しかし、セカーカスでニュージャージー・トランジットからニューヨーク市地下鉄への乗り換えが必要となることから、ARCの原案よりもマンハッタンへの所要時間は長くなる可能性があった。さらに、ニュージャージー・トランジットは延伸後も始終点を引き続きペンシルベニア駅とする予定で、ニュージャージー州とニューヨーク州を結ぶトンネルを短く済ませるという目標は達成できそうになかった。一方でクリスティ知事は「私たちが常に望んできたように、この計画は我々をマンハッタンの東側と結びつけるものだ」とも述べている。ブルームバーグ市長はニューヨーク州知事に選出されたアンドリュー・クオモにこのプロジェクトをお披露目していなかった。これは、このプロジェクトがさらに5年の歳月を要することから、ARCトンネルに交付される予定だった連邦政府からの補助金が自動的にこのプロジェクトに割り当てられない可能性があったからであった。
アムトラックが2011年2月に発表したゲートウェイ・プロジェクトでは7系統をセカーカスまで西に5マイル延伸する代わりに、11番街から3ブロック東のニューヨーク・ペン駅まで延伸することになっていた。ゲートウェイ・プロジェクトはアムトラックの後押しでニューアーク・ペン駅からニューヨーク・ペン駅までの高速鉄道を敷設し、ニュージャージー・トランジット・レイル・オペレーションズの輸送力を増強するものであった。 連邦議会は2011年11月にプロジェクトの研究資金として1500万ドルを割り当てていたが、ゲートウェイ・プロジェクトと地下鉄延伸は資金調達においては競合関係にあった。
2012年4月の予算審議において、MTAディレクターのジョー・ロータは、延伸線が予見可能な将来に建設されるというのは疑問であり、ゲートウェイ・プロジェクトはハドソン川の渡河に関わる渋滞についてより有効な解決策であることを示唆している、と述べた。しかし、2013年4月に発表されたニューヨーク市の委託によるフィジビリティスタディの結果は延伸計画の復活に望みを繋ぐものであり、ブルームバーグ市長も「セカーカスへの7系統の延伸は潜在的に有望なソリューションで、真剣に検討する価値がある」と述べた。
2013年11月4日のニューヨーク・デイリーニューズの意見欄では、ニューヨーク不動産業協会とエジソン・プロパティーズの会長がトンネルをゲートウェイ・プロジェクトと共用する形で地下鉄をセカーカスまで延伸することを求め、同月のニュージャージー州議会下院では7系統のホーボーケンおよびセカーカスへの延伸を支持する決議168号が可決された。

## 受賞
ニューヨーク州専門職技師協会（New York State Society of Professional Engineers, NYSSPE）は延伸区間の第1期工事（トンネル掘進と地下構造）を2013年のコンストラクション・プロジェクト・オブ・ザ・イヤーに選定した。NYSSPEは授賞理由として「インフラ建設プロジェクトでの創造的ソリューションと革新的技術の開発における優れたエンジニアリング事例であり、7系統延伸プロジェクトはニューヨーク市内の地下トンネル掘削において初めてプレキャストコンクリート製セグメントでトンネル内壁を構築する二重シールドトンネルボーリングマシンを適用した。また、TBMが適切なコースでトンネル掘進や内壁構築が行えるよう、軟弱地盤の硬化に世界で初めて凍結工法を適用した」ことを挙げた。延伸区間は1.6キロメートルだが、トンネル自体は全長2.3キロメートルである。